# Novosilka, Berîslav
Novosilka (în ucraineană Новосілка) este un sat în comuna Rakivka din raionul Berîslav, regiunea Herson, Ucraina.

## Demografie
Componența lingvistică a localității Novosilka
     Ucraineană (94,51%)
     Română (3,3%)
     Rusă (2,2%)
Conform recensământului din 2001, majoritatea populației localității Novosilka era vorbitoare de ucraineană (94,51%), existând în minoritate și vorbitori de română (3,3%) și rusă (2,2%).